# Dominik Hašek

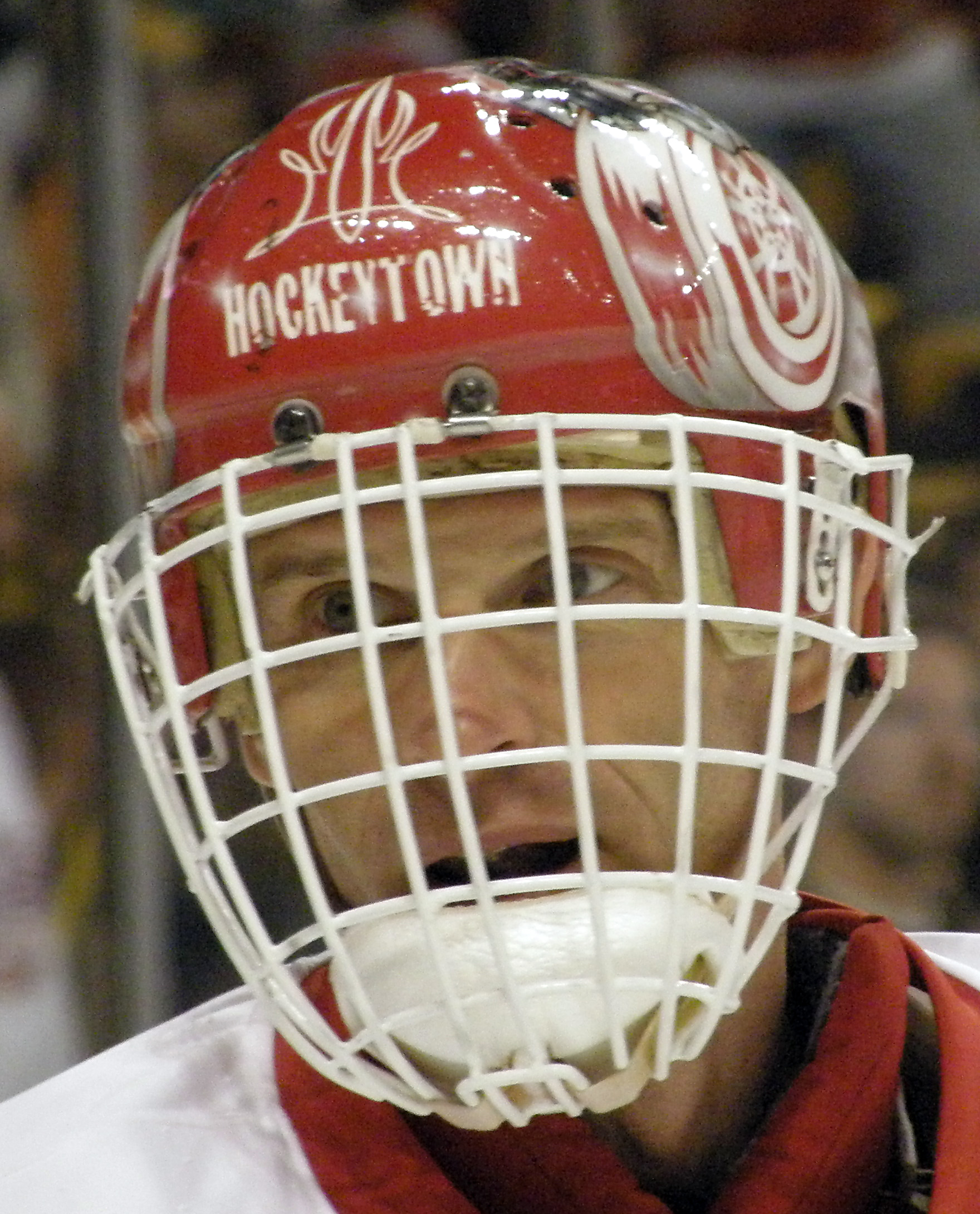
Dominik Hašek w barwach Detroit Red Wings (2008)

Dominik Hašek (ur. 29 stycznia 1965 w Pardubicach) – czeski hokeista, Reprezentant Czechosłowacji i Czech, czterokrotny olimpijczyk. Uważany za jednego z najlepszych bramkarzy w historii światowego hokeja na lodzie.
W latach 1995–1999 nosił tytuł najlepszego bramkarza NHL. Występował ponadto w takich klubach NHL jak Ottawa Senators, Buffalo Sabres oraz Chicago Blackhawks. Karierę rozpoczął w 1981 w czeskim zespole z Pardubic. Jest zdobywcą wielu prestiżowych nagród i wyróżnień, medalistą Mistrzostw Świata oraz Igrzysk Olimpijskich, zdobywcą Pucharu Stanleya w sezonach 2001/2002 i 2007/2008 wraz z zespołem Detroit Red Wings.
Hašek jest jednym z najbardziej uhonorowanych bramkarzy hokejowych na świecie. W latach 1993–2001 sześciokrotnie sięgał po Vezina Trophy, a w 1998, jako pierwszy bramkarz w historii zdobył drugi rok z rzędu Hart Trophy. Podczas Zimowych Igrzysk Olimpijskich w Nagano w 1998 poprowadził reprezentację Czech do ich jedynego, jak do tej pory, złotego medalu na tej imprezie. Dzięki temu sukcesowi stał się bardzo popularną osobą we własnym kraju a jakość jego występów spowodowała, że Wayne Gretzky nazwał Haška 'najlepszym zawodnikiem, jakiego widział hokej’ Podczas występów w Detroit Red Wings w 2002 Hašek, jako pierwszy bramkarz starter z Europy, wygrał Puchar Stanleya, ustanawiając przy tym dodatkowo rekord ilości czystych kont.
Hašek jest uważany za nietuzinkowego gracza z bardzo indywidualnym stylem gry. Był znany ze szczególnego skupienia i nastawienia do gry, a także szybkiej pracy nóg, zwinności i niestandardowych interwencji jak pozbywanie się kija i używanie rękawicy blokującej do przykrywania krążka. Za jego największą słabość można uznać grę z krążkiem.
Swoją karierę zawodową pierwotnie zakończył 9 czerwca 2008, zaledwie cztery dni po zdobyciu drugiego Pucharu Stanleya z drużyną Detroit Red Wings. W dniu 21 kwietnia 2009 w wieku 44 lat Dominik Hašek ogłosił jednak ponowny powrót do gry. W sezonie 2009/10 występował w swoim macierzystym klubie HC Eaton Pardubice w czeskiej Extralidze.
Po roku gry w ojczyźnie zdecydował się na transfer do ligi KHL, podpisując kontrakt z rosyjskim klubem Spartak Moskwa.
Na początku października 2012 roku definitywnie zakończył karierę zawodniczą.

## Kariera klubowa

### Kluby
- Tesla Pardubice (1981-1989)
- HC Dukla Jihlava (1989-1990)
- Chicago Blackhawks (1990-1992)
- Indianapolis Ice (1990-1992)
- Buffalo Sabres (1992-2001)
- Detroit Red Wings (2001-2004)
- Ottawa Senators (2005-2006)
- Detroit Red Wings (2006-2008)
- HC Eaton Pardubice (2009-2010)
- Spartak Moskwa (2010-2011)

### Początki
Hašek zaczął przygodę z hokejem w wieku sześciu lat, gdy został zabrany przez tatę na swój pierwszy trening. W 1981 został pozyskany przez jedną z czołowych ekip czechosłowackiej Ekstralidze, pochodzącą z jego rodzinnego miasta – HC Pardubice. Z tym klubem wygrał dwa mistrzostwa kraju w latach 1987 i 1989. Rok później został wcielony do wojska, gdzie grał w zespole HC Dukla Jihlava. Gdy Hašek zaznaczył już swoją obecność w światku hokejowym i zagrał w drużynie narodowej przyszedł czas na podbijanie Zachodu. Czech został wybrany dopiero w 10. rundzie draftu w 1983, gdyż w tym czasie drużyny NHL nie były zbyt chętne do wybierania zawodników spoza Żelaznej Kurtyny, obawiając się kłopotów ze strony lokalnych klubów zawodników, którzy często nie dostawali pozwolenia na grę w USA i Kanadzie. Hašek trafił do Chicago Blackhawks z numerem 199 w tamtym drafcie i był 17. wybranym bramkarzem. Co ciekawe, Hašek dowiedział się o tym wydarzeniu dopiero kilka miesięcy później. Blackhawks zaoferowali Czechowi kontrakt przed sezonem 1987-88, lecz ten go odrzucił, gdyż nie czuł jeszcze wtedy chęci opuszczania swojego kraju aby grać za oceanem.
Do 1990 Hašek grał w Czechosłowacji w zespołach HC Pardubice i HC Jihlava. Został wybrany najlepszym hokeistą Ekstraligi w latach 1987, 1989 i 1990 i Bramkarzem Roku przez pięć lat z rzędu od 1986 do 1990. Po upadku komunizmu w 1989 otwarto granicy byłych państw Bloku Radzieckiego, co umożliwiło Haškowi, i innym ludziom, wyjazd do USA. W przypadku hokeistów, w tym Haška, chodziło o robienie kariery w NHL. Dla Dominatora zaczęła się ona od ligi IHL, gdzie grał częściowo przez dwa lata w zespole Indianapolis Ice. Debiut w NHL Hašek zaliczył w sezonie 1990-91 w barwach Blackhawks.

### Kariera w NHL
W dwóch sezonach w Chicago Hašek rozegrał zaledwie 25 spotkań, gdyż pierwszym bramkarzem drużyny był w tym czasie Ed Belfour. Czech zadebiutował na lodowiskach NHL jako starter 6 listopada 1990 roku w spotkaniu przeciwko Hartford Whalers. Mecz zakończył się remisem 1:1. Na pierwsze zwycięstwo musiał czekać do 8 marca 1991, kiedy jego zespół pokonał Buffalo Sabres 5:3. Natomiast 9 stycznia 1992 Hašek zanotował swoje pierwsze czyste konto w meczu podczas zwycięstwa 2:0 nad Toronto Maple Leafs.
Po przegranej w Finale Pucharu Stanleya z Pittsburgh Penguins Hašek został wytransferowany do Buffalo Sabres za bramkarza Stephane’a Beauregarda i ‘przyszłe korzyści’, które zaowocowały wyborem w drafcie, który Blackhawks wykorzystali do pozyskania Erica Daze. W Buffalo, zmieniając numer 31 z Chicago na 39 Hašek zaczął jako bramkarz numer dwa najpierw za Tomem Draperem, a potem Grantem Fuhrem. Kiedy ten drugi doznał jednak w środku sezonu kontuzji Hašek został pierwszym bramkarzem zespołu i dość szybko dał się poznać jako zawodnik światowej klasy. W 1994 zdobył swój pierwszy Vezina Trophy i razem z Fuhrem dostał William M. Jennings Trophy. Hašek rozegrał 58 spotkań z najlepszą w lidze średnią wpuszczonych bramek na mecz 1.95, siedmioma czystymi kontami i 93% obronionych strzałów. Dobrą formę utrzymał rok później i znowu wygrał Vezina Trophy.

### Buffalo Sabres (1996-2001)
Kolejny dobry sezon 1996/97 został przyćmiony przez konflikt Haška z ówczesnym trenerem Sabres Tedem Nolanem, który powodował napiętą sytuację w szatni zespołu. W trzecim meczu pierwszej rundy playoff przeciwko Ottawa Senators Hašek opuścił lodowisko w drugiej tercji i został zastąpiony przez Steve’a Shieldsa. Hašek doznał lekkiej kontuzji kolana a lekarz drużyny nie był w stanie powiedzieć kiedy zawodnik będzie gotowy do gry, lecz miało to się stać w przeciągu kilku dni. Jednakże media i część kolegów z drużyny snuło domysły jakoby Hašek wykorzystywał swój uraz do opuszczenia zespołu. Jednym z dziennikarzy, który propagował tę teorią był Jim Kelley z gazety Buffalo News. Napisał on szczegółowy artykuł o kontuzji Haška, jego konflikcie z Nolanem i podawał w wątpliwość wytrzymałość psychiczną Czecha. Gdy Kelley podszedł do Haška po porażce w piątym meczu serii ten zaatakował dziennikarza za co został ukarany grzywną 10000 dolarów amerykańskich i trzymeczowym zawieszeniem. Z Shieldsem w bramce Sabres udało się pokonać Senators w siedmiu meczach, lecz Hašek utrzymywał jednak, że jego uraz nie pozwala mu grać dalej i nie wystąpił w żadnym meczu drugiej rundy, w której Sabres ulegli Philadelphia Fyers 1-4.
Mimo iż generalny menadżer John Muckler został nazwany Działaczem Roku został on zwolniony z powodu ciągłych utarczek z Nolanem. Hašek, który opowiadał się po stronie Mucklera, powiedział w wywiadzie podczas rozdania nagród NHL za rok 1997, że lepiej byłoby jakby Nolan nie dostał przedłużenia kontraktu. Pomimo wygrania Jack Adams Award dla najlepszego trenera Nolan dostał ofertę kontynuowania pracy z Sabres tylko przez jeden rok. Odrzucił ją właśnie z powodu zbyt krótkiego okresu i postanowił rozstać się z organizacją Sabres. Ta decyzja zdenerwowała liczne grono fanów, które popierało Nolana i obarczyli za to winą Haška, który, według nich, próbował się pozbyć trenera. Przez pierwsze sześć tygodniu kolejnego sezonu fani tak głośno buczeli na trybunach, że pracownicy hali musieli odtwarzać z kasety dźwięki radosnych kibiców dla przeciwwagi. Hašek grał jednak na tyle dobrze, że powoli odzyskiwał przychylność fanów. Ponownie wygrał Trofeum Vezina, a także Lester B. Pearson Award i Trofeum Harta, stając się jednym z niewielu bramkarzy, którzy zdobyli tę ostatnią nagrodę. Wśród nich były tacy zawodnicy jak znajdujący się już w Galerii Sław Jacques Plante, Chuck Rayner i Roy Worters.
W sezonie 1997/98 Hašek rozegrał rekordową liczbę 72 spotkań i ustanowił rekord drużyny pod względem czystych kont, których uzbierał 13. Sześć z nich padło w grudniu, co wyrównało rekord wszech czasów NHL shutoutów w jednym miesiącu. Ponownie wygrał Lester B. Pearson Award, Trofeum Harta i Trofeum Vezina, stając się pierwszym bramkarzem, który dwukrotnie został wybrany MVP ligi.
Sezon 1998/99 nie był najlepszy w wykonaniu Buffalo, lecz Hašek i tak ustanowił rekord ze średnią 1.87 bramek wpuszczonych na mecz (GAA) i 93.7% obronionych strzałów. Sabres udało się, z siódmego miejsca na Wschodzie, awansować do finału playoff, gdzie przegrali jednak w sześciu meczach z Dallas Stars. W decydującym meczu, jednym z najdłuższych w historii NHL, Hašek obronił 50 strzałów a jego vis-à-vis, Ed Belfour, interweniował skutecznie 53 razy. Spotkanie skończyło się po kontrowersyjnej bramce Bretta Hulla w trzeciej dogrywce. W momencie strzału, jedna łyżwa Hulla znajdowała się w polu bramkowym, co według ówczesnych przepisów powinno powodować nieuznanie bramki. Sędziowie bramkę jednak uznali. Po meczu Hašek nie krył oburzenia, mówiąc „Może sędzia wideo poszedł do łazienki. Może spał. A może po prostu nie zna tego przepisu.” Zamieszanie wokół tego meczu spowodowało, że Gary Bettman, komisarz NHL, zniósł powtórki wideo w takich przypadkach i pozwolił sędziom decydować o przeszkadzaniu bramkarzom w ich polu według ich własnego uznania.
Po zakończeniu sezonu Hašek rozważał zakończenie kariery z powodu kontuzji i chęci większego zaangażowania się w sprawy rodzinne, co dla wielu kolegów z zespołu było szokującą informacją. Czech postanowił jednak zostać jeszcze w Buffalo.
W sezonie 1999-2000 Haškowi doskwierały urazy pachwiny, przez co opuścił 40 spotkań i po raz pierwszy od siedmiu lat nie zdobył żadnego trofeum. Udało mu się wyleczyć na playoffy, lecz jego Sabres odpadli w pierwszej rundzie z Philadelphi Flyers. Rok później Hašek po raz szósty dostał Vezina Trophy, ustanawiając rekord NHL. Wygrał również drugi raz William M. Jennings Trophy. Tym razem Sabres pokonali w pierwszej rundzie playoff Flyers, z Romanem Čechmánkiem w bramce, lecz polegli w siedmiu meczach drugiej rundy z Pittsburgh Penguins.

### Detroit i Ottawa (2001–2008)

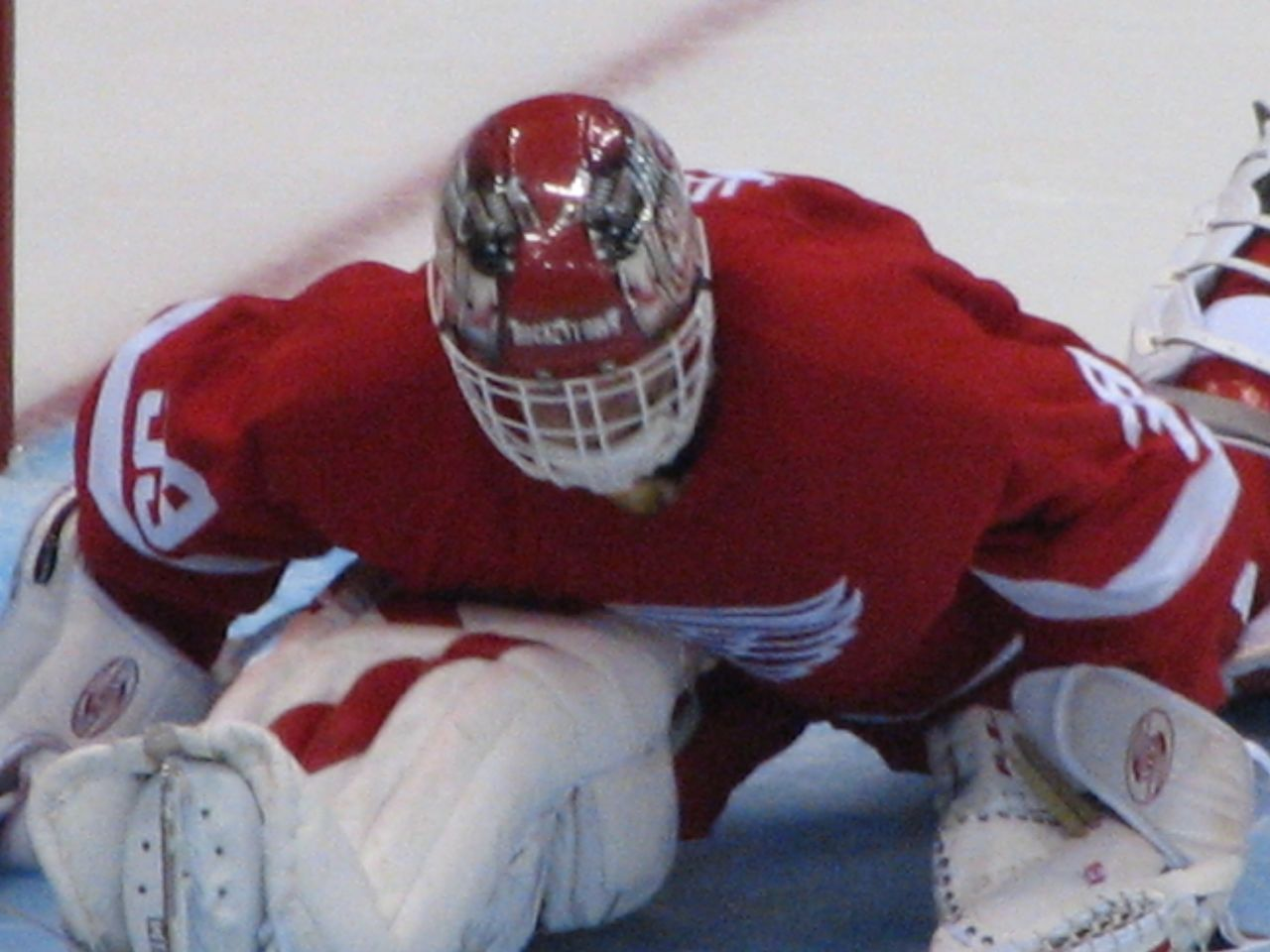
Hašek rozgrzewający się przed meczem

Przed sezonem 2001/02 Dominik Hašek został oddany do Detroit Red Wings, gdyż Sabres próbowali ograniczyć pensje swoich zawodników. W zamian, do Buffalo powędrował Wiaczesław Kozłow, wybór w pierwszej rundzie draftu w 2002 i przyszłe korzyści, które ostatecznie zaowocowały wyborem w drafcie Jima Slatera. W pierwszym sezonie ze Skrzydłami Hašek ustanowił rekord swojej kariery, wygrywając 41 spotkań i przegrywając tylko 15, pomagając Wings wygrać Presidents’ Trophy. W playoffach Wings pokonali Vancouver Canucks, St Louis Blues, Colorado Avalanche i Carolina Hurricanes na drodze do wygrania Pucharu Stanleya. W finale konferencji przeciwko Avalanche Hašek, jako pierwszy bramkarz w historii, zanotował asystę przy bramce w dogrywce. Czech podał krążek do Steve’a Yzermana, który następnie oddał go Fredrikowi Olaussonowi, który zakończył spotkanie. Poza tym, Hašek w całych playoffach sześciokrotnie kończył spotkania z czystym kontem, co również było rekordem.
Po tym sukcesie Hašek oficjalnie ogłosił zakończenie kariery, żeby poświęcić więcej czasu swojej rodzinie i sprawom osobistym. Jednak po porażce Wings w pierwszej rundzie playoff z Anaheim Mighty Ducks Czech wyraził ponowną chęć do gry. Postawiło to władze klubu z Detroit w niekomfortowej sytuacji, gdyż obecny bramkarz, Curtis Joseph, był związany jeszcze na dwa lata z klubem przez trzyletni, 24-milionowy, kontrakt. Dodatkowo, w składzie Wings znajdował się też Manny Legace, co spowodowało, że Skrzydła miały trzech potencjalnych bramkarzy numer jeden. Co więcej, można było również wyczuć presję ze strony Colorado Avalanche, którzy potrzebowali dobrego bramkarza po zakończeniu kariery przez Patricka Roy.
W sezonie 2003/04 Hašek doznał kontuzji pachwiny po zaledwie 14 meczach. 9 stycznia doszedł on z zespołem do porozumienia, że powinien odpocząć od gry przez dwa do czterech tygodni. W prywatnej rozmowie z Kenem Hollandem, generalnym menadżerem Skrzydeł, powiedział, że nie chce za okres pauzowania otrzymywać żadnego wynagrodzenia. 10 lutego Hašek oznajmił, że nie zamierza wrócić już do gry w tym sezonie, czym wprawił w zdumienie władze klubu. Wyszło na jaw, że Czech odmówił przyjęcia około trzech milionów dolarów ze swojego sześciomilionowego kontraktu. W kwietniu 2004 Hašek był poddany operacji w Pradze, po czym wrócił do rodzinnych Pardubic, gdzie wracał do sił. Gdy kontrakt z Red Wings wygasł Hašek wyraził chęć przyłączenia się do zespołu, który ma szansę na zdobycie Pucharu Stanleya, wymieniając konkretnie Ottawa Senators. 6 lipca 2004, po oddaniu Patricka Lalime’a do St Louis Blues, Senators podpisali Haška na jeden sezon.
Czech spisywał się w Ottawie bardzo dobrze do Igrzysk Olimpijskich w Turynie. Podczas sezonu z Senators Hašek wygrał swój 300. mecz w karierze a jego statystyki GAA i procent obronionych strzałów były na drugim miejscu w lidze. Jednak podczas olimpiady Dominatorm doznał kontuzji mięśnia biodra w pierwszym meczu turnieju przeciwko Niemcom i już po 9 minutach 25 sekundach musiał opuścić spotkanie. Przez kontuzję Hašek nie był w stanie grać przez resztę sezonu, mimo plotek, że będzie mógł powrócić na playoffy. Czech powiedział, że jeśli zespół chciałby przedłużyć z nim umowę zgodziłby on się na obniżenie swoich zarobków do minimum ligi, czyli 500 000 dolarów plus bonusy. Senators, po porażce w drugiej rundzie, zdecydowali się rozstać z Haskiem. 31 lipca 2006, Czech po raz trzeci związał się kontraktem z Red Wings. Jednoroczna umowa opiewała na kwotę 750 000 dolarów plus bonusy, w razie awansu do playoff. Hašek popisał się wyśmienitą grą, wygrywając 38 spotkań i uzyskując średnią 2.05 bramek straconych na mecz. Przy jego pomocy Skrzydła skończyły sezon regularny na pierwszym miejscu Konferencji Zachodniej. Przy okazji, Hašek pobił też swój osobisty rekord, nie tracąc bramki przez 181 minut i 17 sekund z rzędu.
Aby ograniczyć ryzyko kontuzji weterana, Wings ogłosili, że Hašek nie będzie występował w spotkaniach dzień po dniu. Jednak w playoffach, Mike Babcock, trener Wings, postanowił wystawić Haška na mecze pięć i sześć pierwszej rundy przeciwko Calgary Flames. Hašek oba spotkania wygrał a Wings awansowali do rundy drugiej. Tam trafili na San Jose Sharks, którzy mimo przewagi 2-1 w meczach przegrali całą serię 2-4. Zachowując czyste konto w meczu numer sześć Hašek awansował na trzecie miejsce listy wszech czasów pod względem ilości shutoutów w playoff. Ma ich 15. W finale konferencji Wings ulegli w sześciu meczach Anaheim Ducks, którzy ostatecznie zdobyli Puchar Stanleya, pokonując Ottawa Senators w finale.
Po zakończeniu sezonu Hašek rozważał ponowne zakończenie kariery, lecz 13 czerwca 2007, Ken Holland oświadczył, że Czech najprawdopodobniej zostanie w Detroit. Informacje te potwierdził 6 lipca serwis internetowy The Detroit News, który podał do wiadomości, że obie strony dogadały się co do warunków kontraktu, w ramach którego Dominator zostanie w HockeyTown jeszcze jeden sezon. Czech otrzymał sporą podwyżkę w porównaniu z rokiem ubiegłym, kiedy zarobił, z samego kontraktu, 750 tysięcy dolarów. Tym razem, kwota bazowa to ponad 2 miliony dolarów.
Decyzja Haška okazała się trafiona, gdyż sezon 2007/2008 przyniósł drugi w karierze Puchar Stanleya. W sezonie regularnym czeski bramkarz dzielił się obowiązkami z Chrisem Osgoodem, występując w 41 spotkaniach, z których wygrał 27. Hašek osiągnął wynik 2.14 średniej ilości bramek wpuszczonych na mecz, co przy wyniki 2.09 Osgooda dało obu panom nagrodę William M. Jennings Trophy za duet, który w sezonie zasadniczym wywalczył najlepszy wynik w tej statystyce. Czech wystąpił następnie w zaledwie czterech meczach fazy playoff w rywalizacji przeciwko Nashville Predators, po czym został zastąpiony już do końca rozgrywek przez Osgooda.
Ponieważ rola bramkarza numer jeden przypadła już definitywnie Kanadyjczykowi, a Hašek nie miał zamiaru grać mniej niż 60-65 spotkań w sezonie, postanowił odejść na sportową emeryturę, o czym poinformował 9 czerwca 2008 na specjalnie zwołanej konferencji prasowej.

### Rodzinne Pardubice (2009-2010)
21 kwietnia 2009 w wieku 44 lat Hašek ogłosił jednak ponowny powrót do gry i 24 kwietnia 2009 podpisał kontrakt ze swoim macierzystym klubem HC Eaton Pardubice, w którym w sezonie 2009/10 występował w czeskiej Extralidze. W tym sezonie drużyna ta zdobyła mistrzostwo Czech. Szczególny udział miał w tym sam Hašek: w półfinale play-off Pardubice pokonały ekipę Bílí tygři Liberec w stosunku meczów 4:0 (Hašek przepuścił w czterech spotkaniach jedynie 5 razy), zaś w finale Pardubiczanie zwyciężyli klub HC Vítkovice również w stosunku 4:0 (Hašek kapitulował w tych czterech spotkaniach tylko czterokrotnie). Dyspozycja bramkarza i jego niezwykła skuteczność w decydujących meczach przyczyniła się znacząco do zdobycia mistrzostwa Czech. W całej fazie play-off odnotowano mu statystykę utraty średnio 1.68 bramki na mecz.

### Moskwa (2010-2011)
Po roku gry w ojczyźnie bramkarz zdecydował się na transfer do ligi KHL, podpisując 7 czerwca 2010 kontrakt z rosyjskim klubem Spartak Moskwa. Postawił tym samym przed sobą kolejny cel w swojej bogatej karierze sportowej.
Po zakończeniu sezonu KHL 2010/2011 postanowił przerwać karierę sportową, ale ogłosił, że nie zamierza jej kończyć. Po rocznej przerwie ma zamiar powrócić na lód na co najmniej na jeden sezon. Przyczyną tymczasowego rozbratu z hokejem był brak otrzymania satysfakcjonującej oferty od klubów.

## Kariera reprezentacyjna
Najbardziej pamiętnym występem Dominika Haška na arenie międzynarodowej były Igrzyska Olimpijskie w 1998 roku, gdzie z reprezentacją Czech sięgnął po pierwszy w historii tego kraju złoty medal olimpijski. W całych zawodach Hašek wpuścił tylko sześć bramek, z czego tylko dwie padły podczas meczów strefy medalowej. W półfinałowym spotkaniu z Kanadą Czech zatrzymał w serii rzutów karnych Theorena Fleury’ego, Raya Bourque’a, Joe Nieuwendyka, Erica Lindrosa i Brendana Shanahana, dając swojej reprezentacji awans do finału. W finale Czesi pokonali Rosję 1:0 a Hašek zatrzymał 20 strzałów. Został potem wybrany najlepszym bramkarzem imprezy. Po zakończonym meczu, powiedział:
Kiedy mecz się skończył, po prostu rzuciłem mój kij. Byłem tak bardzo szczęśliwy. Kiedy zobaczyłem flagę wciąganą pod dach hali przed oczami przemknęła mi cała moja kariera począwszy od czasu, kiedy rodzice pierwszy raz zabrali mnie na mecz aż do tej chwili.
Jego gra spowodowała, że stał się bardzo popularną postacią w Czechach. Niektórzy mieszkańcy podnosili nawet hasła 'Hašek na zamek!”. W odpowiedzi na to, Dominator zadzwonił do ówczesnego prezydenta Czech Vaclava Havla i żartobliwie powiedział, że jego posada nie jest zagrożona. Hašek był też inspiracją do powstania opery ‘Nagano’ opowiadającej historię czeskiego zespołu na Igrzyskach. W 2003 Petr Praves i Lenka Šarounová nazwali na cześć Haška asteroidę (8217 DominikHašek).
Osiem lat później, na Olimpiadzie w Turynie, Hašek zagrał niecałe dziesięć minut z powodu kontuzji biodra. Pomimo jego nieobecności, Czesi byli w stanie zdobyć brązowy medal z Tomášem Vokounem w bramce.
Wpierw Dominik Hašek reprezentował Czechosłowację, a od 1993 Czechy. W barwach uczestniczył Czechosłowacji w turnieju mistrzostw Europy do lat 18 w 1982 oraz turniejach medal mistrzostw świata juniorów do lat 20 w 1983 i 1985. W seniorskiej kadrze uczestniczył w turniejach Canada Cup 1984, 1987, 1991, turniejach mistrzostw świata w 1983, 1986, 1987, 1989, 1990. Ponadto zagrał na turniejach zimowych igrzyskach olimpijskich 1988 (Czechosłowacja), 1998, 2002, 2006 (Czechy).

## Transfery i przedsięwzięcia
- 8 czerwca 1983 – wydraftowany przez Chicago w 10. rundzie jako 199 wybór ogółem
- 7 sierpnia 1992 – oddany do Buffalo za Stephane’a Beauregarda i wybór w 4. rundzie draftu (Eric Daze)
- 1 maja 1997 – zawieszony na trzy mecze i ukarany grzywną 10.000 dolarów przez NHL za atak na reportera, który napisał krytyczny, pod względem Haska
- 19 marca 1998 – podpisał 3-letni kontrakt z Buffalo warty 26 milionów dolarów
- 30 czerwca 2001 – oddany do Detroit za Wiaczesława Kozłowa, wybór w 1. rundzie draftu w 2002 (Jim Slater)
- 25 czerwca 2002 – zakończył karierę zawodową
- 8 lipca 2003 – powrócił do Detroit jako zawodnik
- 6 lipca 2004 – jako wolny agent podpisał kontrakt z Senators
- 27 lipca 2005 – Ottawa postanowiła zatrzymać Haska na kolejny sezon
- 31 lipca 2006 – jako wolny agent podpisał kontrakt z Red Wings
- 6 lipca 2007 – jako wolny agent podpisał jednoroczny kontrakt z Red Wings (2 miliony dolarów + bonusy)
- 9 czerwca 2008 – po raz drugi zakończył karierę zawodową
- 21 kwietnia 2009 – ogłosił ponowny powrót do gry
- 24 kwietnia 2009 – podpisał kontrakt z Eaton Pardubice
- 7 czerwca 2010 – podpisał kontrakt ze Spartakiem Moskwa
- 24 maja 2011 – ogłosił zawieszenie kariery zawodniczej
- 9 października 2012 – ogłosił definitywne zakończenie kariery

## Statystyki
Pogrubione liczby wskazują najlepszy wynik w lidze w danym sezonie.

### Kluby – sezon zasadniczy
| Sezon       | Drużyna            | Liga               | M                  | Z                  | P                  | R*                 | MIN                | GS                 | SO                 | GAA                | SA                 | SV                 | SV%                | Asysty             | MK                 |
| ----------- | ------------------ | ------------------ | ------------------ | ------------------ | ------------------ | ------------------ | ------------------ | ------------------ | ------------------ | ------------------ | ------------------ | ------------------ | ------------------ | ------------------ | ------------------ |
| 1981–1982   | HC Pardubice       | CSEx               | 12                 | –                  | –                  | –                  | 661                | 34                 | –                  | 3.09               | –                  | –                  | –                  | –                  | –                  |
| 1982–1983   | HC Pardubice       | CSEx               | 42                 | –                  | –                  | –                  | 2358               | 105                | –                  | 2.67               | –                  | –                  | –                  | –                  | –                  |
| 1983–1984   | HC Pardubice       | CSEx               | 40                 | –                  | –                  | –                  | 2304               | 108                | –                  | 2.81               | –                  | –                  | –                  | –                  | –                  |
| 1984–1985   | HC Pardubice       | CSEx               | 42                 | –                  | –                  | –                  | 2419               | 131                | –                  | 3.25               | –                  | –                  | –                  | –                  | –                  |
| 1985–1986   | HC Pardubice       | CSEx               | 45                 | –                  | –                  | –                  | 2689               | 138                | –                  | 3.08               | –                  | –                  | –                  | –                  | –                  |
| 1986–1987   | HC Pardubice       | CSEx               | 43                 | –                  | –                  | –                  | 2515               | 103                | –                  | 2.46               | –                  | –                  | –                  | –                  | –                  |
| 1987–1988   | HC Pardubice       | CSEx               | 31                 | –                  | –                  | –                  | 1862               | 93                 | –                  | 3.00               | –                  | –                  | –                  | –                  | –                  |
| 1988–1989   | HC Pardubice       | CSEx               | 42                 | –                  | –                  | –                  | 2507               | 114                | –                  | 2.73               | –                  | –                  | –                  | –                  | –                  |
| 1989–1990   | Dukla Jihlava      | CSEx               | 40                 | –                  | –                  | –                  | 2251               | 80                 | –                  | 2.13               | –                  | –                  | –                  | 0                  | –                  |
| 1990–1991   | Indianapolis Ice   | IHL                | 33                 | 20                 | 11                 | 1                  | 1903               | 80                 | 5                  | 2.46               | –                  | –                  | .915               | 4                  | –                  |
| 1990–1991   | Chicago Blackhawks | NHL                | 5                  | 3                  | 0                  | 1                  | 195                | 8                  | 0                  | 2.46               | 93                 | 85                 | .914               | 0                  | 0                  |
| 1991–1992   | Indianapolis Ice   | IHL                | 20                 | 7                  | 10                 | 3                  | 1162               | 69                 | 1                  | 3.56               | –                  | –                  | –                  | 0                  | 2                  |
| 1991–1992   | Chicago Blackhawks | NHL                | 20                 | 10                 | 4                  | 1                  | 1014               | 44                 | 1                  | 2.60               | 413                | 369                | .893               | 0                  | 8                  |
| 1992–1993   | Buffalo Sabres     | NHL                | 28                 | 11                 | 10                 | 4                  | 1429               | 75                 | 0                  | 3.15               | 720                | 645                | .896               | 0                  | 0                  |
| 1993–1994   | Buffalo Sabres     | NHL                | 58                 | 30                 | 20                 | 6                  | 3358               | 109                | 7                  | 1.95               | 1,552              | 1,443              | .930               | 3                  | 6                  |
| 1994–1995   | Buffalo Sabres     | NHL                | 41                 | 19                 | 14                 | 7                  | 2416               | 85                 | 5                  | 2.11               | 1,221              | 1,136              | .930               | 0                  | 2                  |
| 1995–1996   | Buffalo Sabres     | NHL                | 59                 | 22                 | 30                 | 6                  | 3417               | 161                | 2                  | 2.83               | 2,011              | 1,850              | .920               | 1                  | 6                  |
| 1996–1997   | Buffalo Sabres     | NHL                | 67                 | 37                 | 20                 | 10                 | 4037               | 153                | 5                  | 2.27               | 2,177              | 2,024              | .930               | 3                  | 30                 |
| 1997–1998   | Buffalo Sabres     | NHL                | 72                 | 33                 | 23                 | 13                 | 4220               | 147                | 13                 | 2.09               | 2,149              | 2,002              | .932               | 2                  | 12                 |
| 1998–1999   | Buffalo Sabres     | NHL                | 64                 | 30                 | 18                 | 14                 | 3817               | 119                | 9                  | 1.87               | 1,877              | 1,758              | .937               | 0                  | 14                 |
| 1999–2000   | Buffalo Sabres     | NHL                | 35                 | 15                 | 11                 | 6                  | 2066               | 76                 | 3                  | 2.21               | 937                | 861                | .919               | 1                  | 12                 |
| 2000–2001   | Buffalo Sabres     | NHL                | 67                 | 37                 | 24                 | 4                  | 3904               | 137                | 11                 | 2.11               | 1,726              | 1,589              | .921               | 3                  | 22                 |
| 2001–2002   | Detroit Red Wings  | NHL                | 65                 | 41                 | 15                 | 8                  | 3872               | 140                | 5                  | 2.17               | 1,654              | 1,514              | .915               | 1                  | 8                  |
| 2003–2004   | Detroit Red Wings  | NHL                | 14                 | 8                  | 3                  | 2                  | 816                | 30                 | 2                  | 2.20               | 324                | 294                | .907               | 2                  | 2                  |
| 2004–2005   | Nie grał – lockout | Nie grał – lockout | Nie grał – lockout | Nie grał – lockout | Nie grał – lockout | Nie grał – lockout | Nie grał – lockout | Nie grał – lockout | Nie grał – lockout | Nie grał – lockout | Nie grał – lockout | Nie grał – lockout | Nie grał – lockout | Nie grał – lockout | Nie grał – lockout |
| 2005–2006   | Ottawa Senators    | NHL                | 43                 | 28                 | 10                 | 4                  | 2583               | 90                 | 5                  | 2.09               | 1,202              | 1,112              | .925               | 0                  | 16                 |
| 2006–2007   | Detroit Red Wings  | NHL                | 56                 | 38                 | 11                 | 6                  | 3341               | 114                | 8                  | 2.05               | 1,309              | 1,195              | .913               | 2                  | 20                 |
| CSEx Ogółem | CSEx Ogółem        | CSEx Ogółem        | 339                | –                  | –                  | –                  | 19690              | 912                | –                  | 2.78               | –                  | –                  | –                  | –                  | –                  |
| IHL Ogółem  | IHL Ogółem         | IHL Ogółem         | 53                 | 27                 | 21                 | 4                  | 3065               | 149                | 6                  | 2.92               | –                  | –                  | –                  | 0                  | –                  |
| NHL Ogółem  | NHL Ogółem         | NHL Ogółem         | 694                | 362                | 208                | 82                 | 40487              | 1488               | 76                 | 2.20               | 19,365             | 17,877             | .923               | 20                 | 158                |

Statystyki z 7 kwietnia, 2007
*Od sezonu 2005/2006 nie ma remisów. Mecze są decydowane dogrywką lub rzutami karnymi.

### Kluby – play-off
| Sezon              | Drużyna            | Liga               | M   | Z  | P  | MIN  | GS  | SO | GAA  | SA    | SV    | SV%  | Asysty | MK |
| ------------------ | ------------------ | ------------------ | --- | -- | -- | ---- | --- | -- | ---- | ----- | ----- | ---- | ------ | -- |
| 1990–1991          | Chicago Blackhawks | NHL                | 3   | 0  | 0  | 69   | 3   | 0  | 2.60 | 39    | 36    | .923 | 1      | 0  |
| 1991–1992          | Chicago Blackhawks | NHL                | 3   | 0  | 2  | 158  | 8   | 1  | 3.03 | 70    | 62    | .886 | 0      | 0  |
| 1992–1993          | Buffalo Sabres     | NHL                | 1   | 1  | 0  | 45   | 1   | 0  | 1.33 | 24    | 23    | .958 | 0      | 0  |
| 1993–1994          | Buffalo Sabres     | NHL                | 7   | 3  | 4  | 384  | 13  | 2  | 1.61 | 261   | 248   | .950 | 0      | 2  |
| 1994–1995          | Buffalo Sabres     | NHL                | 5   | 1  | 4  | 309  | 18  | 0  | 3.49 | 131   | 113   | .863 | 0      | 0  |
| 1996–1997          | Buffalo Sabres     | NHL                | 3   | 1  | 1  | 153  | 5   | 0  | 1.96 | 68    | 63    | .926 | 0      | 2  |
| 1997–1998          | Buffalo Sabres     | NHL                | 15  | 10 | 5  | 948  | 32  | 1  | 2.02 | 514   | 482   | .938 | 0      | 4  |
| 1998–1999          | Buffalo Sabres     | NHL                | 19  | 13 | 6  | 1217 | 36  | 2  | 1.77 | 587   | 551   | .939 | 1      | 8  |
| 1999–2000          | Buffalo Sabres     | NHL                | 5   | 1  | 4  | 301  | 12  | 0  | 2.39 | 147   | 135   | .918 | 0      | 2  |
| 2000–2001          | Buffalo Sabres     | NHL                | 13  | 7  | 6  | 833  | 29  | 1  | 2.08 | 347   | 318   | .916 | 0      | 14 |
| 2001–2002          | Detroit Red Wings  | NHL                | 23  | 16 | 7  | 1455 | 45  | 6  | 1.85 | 562   | 517   | .920 | 1      | 8  |
| 2006-2007          | Detroit Red Wings  | NHL                | 18  | 10 | 8  | 1139 | 34  | 3  | 1.79 | 444   | 410   | .923 | 0      | 2  |
| NHL Playoff Ogółem | NHL Playoff Ogółem | NHL Playoff Ogółem | 115 | 61 | 49 | 7111 | 236 | 15 | 1.99 | 3,194 | 2,958 | .926 | 3      | 42 |

Statystyki z 23 maja, 2007.

### Reprezentacyjne
Pogrubione liczby oznaczają najlepszy wynik na turnieju.
| Rok                | Zespół             | Turniej            | M  | Z  | P  | R | MIN    | GS  | SO | GAA  | SA  | SV  | SV%   |
| ------------------ | ------------------ | ------------------ | -- | -- | -- | - | ------ | --- | -- | ---- | --- | --- | ----- |
| 1982               | Czechosłowacja     | MŚ                 | 2  | 1  | 1  | 0 | 120    | 5   | 1  | 2.50 | –   | –   | –     |
| 1984               | Czechosłowacja     | CC                 | 4  | 0  | 3  | 1 | 188    | 12  | 0  | 4.00 | –   | –   | –     |
| 1984               | Czechosłowacja     | MŚJ                | 7  | 4  | 0  | 2 | 380    | 10  | 0  | 1.89 | –   | –   | –     |
| 1985               | Czechosłowacja     | MŚ                 | 9  | 5  | 3  | 1 | 538    | 19  | 0  | 2.12 | –   | –   | –     |
| 1986               | Czechosłowacja     | MŚ                 | 9  | 5  | 2  | 2 | 520    | 19  | 1  | 2.19 | –   | –   | –     |
| 1987               | Czechosłowacja     | CC                 | 6  | 2  | 3  | 1 | 360    | 20  | 0  | 3.33 | –   | –   | –     |
| 1989               | Czechosłowacja     | MŚ                 | 10 | 4  | 4  | 2 | 600    | 21  | 2  | 2.10 | –   | –   | –     |
| 1990               | Czechosłowacja     | MŚ                 | 8  | 5  | 3  | 0 | 480    | 20  | 1  | 2.50 | –   | –   | –     |
| 1991               | Czechosłowacja     | CC                 | 5  | 1  | 4  | 0 | 300    | 18  | 0  | 3.60 | –   | –   | –     |
| 1988               | Czechosłowacja     | IO                 | 5  | 3  | 2  | 0 | 217    | 18  | 0  | 4.98 | –   | –   | –     |
| 1998               | Czechy             | IO                 | 6  | 5  | 1  | 0 | 369    | 6   | 2  | 0.97 | 155 | 149 | .961  |
| 2002               | Czechy             | IO                 | 4  | 1  | 2  | 1 | 239    | 8   | 0  | 2.01 | 105 | 97  | .948  |
| 2006               | Czechy             | IO                 | 1  | 0  | 0  | 0 | 9.25   | 0   | 0  | 0.00 | 1   | 1   | 1.000 |
| Ogółem jako senior | Ogółem jako senior | Ogółem jako senior | 69 | 32 | 28 | 8 | 3940   | 166 | 7  | 2.40 | –   | –   | –     |
| Ogółem Olimpiady   | Ogółem Olimpiady   | Ogółem Olimpiady   | 16 | 9  | 5  | 1 | 834.25 | 14  | 2  | 2.00 | 261 | 247 | .946  |

## Osiągnięcia

### Rekordy indywidualne
Dominik Hasek wygrał swój 300. mecz w karierze 15 października 2005, grając z Ottawa Senators, którzy pokonali Boston Bruins 5:1. Czech zatrzymał 34 z 35 strzałów Miśków a szansę na czyste konto stracił dopiero po trzech minutach gry w trzeciej tercji, kiedy został pokonany przez napastnika Bruins Pata Leahy’ego. Hasek był 27. zawodnikiem, który wygrał tyle spotkań w NHL.
Dodatkowo, jest najstarszym zawodnikiem, który wygrał przynajmniej 30 meczów w sezonie i jest pierwszym bramakrzem w historii, który wygrał Lester B. Pearson Award w 1997 roku. Jest też jedynym bramkarzem, który dwukrotnie zdobywał Trofeum Harta i brakuje mu jednego tytułu Vezina, żeby wyrównać rekord Jacques’a Plante’a, który zdobył ich siedem.
W dziewięciu sezonach z Buffalo Sabres Hasek pobił ponad 25 rekordów drużyny, w tym liczbę rozegranych meczów, zwycięstw, czystych kont i średniej bramek wpuszczonych na mecz. Z 13 shuotoutami jest też posiadaczem rekordu Sabres na największą liczbę czystych kont w jednym sezonie (1997/1998). Pobił też rekord pod względem GAA z wynikiem 1.87 w sezonie 1998/1999.
W sezonie 2001/02 spędzonym w Detroit ustanowił rekord zespołu w ilości rozegranych meczów i minut, zwycięstw i czystych kont w playoffach. Haska można też znaleźć na kilku listach rekordów ligi:
Listy wszech czasów
- 1. miejsce – Najwięcej meczów rozegranych przez europejskiego bramkarza (694)
- 3. miejsce – Najwięcej czystych kont wśród aktywnych graczy
- 4. miejsce – Najwięcej zwycięstw wśród aktywnych graczy
- 7. miejsce – Najwięcej czystych kont (76)
- 8. miejsce – Najniższa średnia wpuszczonych bramek na mecz (2.20)
- 14. miejsce – Najwięcej zwycięstw (362)

Sezon zasadniczy
- Pierwszy Europejczyk, który prowadził w klasyfikacji GAA (1993–94)
- Pierwszy bramkarz od 1974 z GAA poniżej 2.00 (1993–94)
- Najwięcej obron w meczu z czystym kontem (42)
- Najwięcej czystych kont w miesiącu (sześć 1997–98)
- Sezon KHL (2010/2011):
  - Najlepszy bramkarz miesiąca – styczeń 2011
  - Pierwsze miejsce w klasyfikacji meczów bez straty gola w sezonie zasadniczym: 7 meczów
  - Czwarte miejsce w klasyfikacji zwycięstw meczowych wśród bramkarzy w sezonie zasadniczym: 23 mecze

Faza play-off
- 3. miejsce – najwięcej czystych kont (15)
- 4. miejsce – najwięcej zwycięstw (61)

Listy wszech czasów
- 2. miejsce – najwięcej czystych kont w sezonie (6)
- 3. miejsce – najwięcej czystych kont (15)
- 10. miejsce – najwięcej zwycięstw (61)

### Sukcesy zespołowe
Reprezentacyjne
- Złoty medal zimowych igrzysk olimpijskich: 1998
- Brązowy medal zimowych igrzysk olimpijskich: 2006
- Srebrny medal mistrzostw Świata: 1983
- Brązowy medal Mistrzostw Świata: 1989, 1990

Klubowe
- Puchar Stanleya (2 razy): 2002 i 2008 z Detroit Red Wings
- Złoty medal mistrzostw Czechosłowacji (2 razy): 1987 i 1989 z HC Pardubice
- Złoty medal mistrzostw Czech (1 raz): 2010 z HC Pardubice

## Nagrody

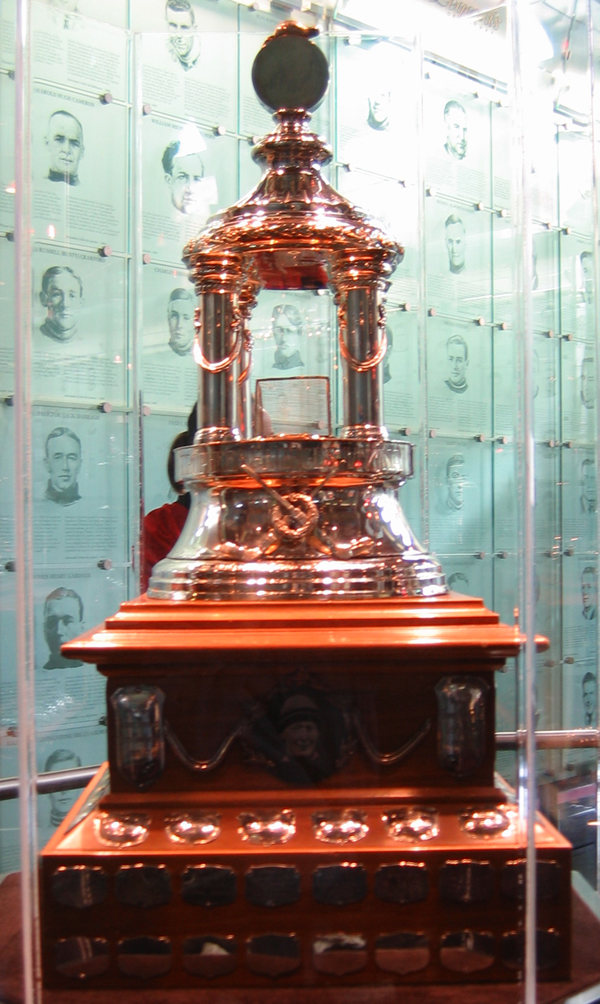
Trofeum Vezina jedno z wielu jakie zdobył Hašek

### NHL
| Nagroda                                      | Rok Przyznania                                              |
| -------------------------------------------- | ----------------------------------------------------------- |
| Trofeum Harta                                | 1997, 1998                                                  |
| Lester B. Pearson Award                      | 1997, 1998                                                  |
| Trofeum Vezina                               | 1994, 1995, 1997, 1998, 1999, 2001                          |
| William M. Jennings Trophy                   | 1994, 2001                                                  |
| Wybrany do Drużyny Gwiazd NHL                | 1994, 1995, 1997 1998, 1999                                 |
| Wybrany do Drużyny Gwiazd Pierwszoroczniaków | 1991–92                                                     |
| Wybrany do Meczu Gwiazd                      | 1996, 1997, 1998, 1999, 2000 (nie zagrał z powodu kontuzji) |

Nominacje
| Nagroda                 | Rok Nominacji | Zwycięzca Nagrody                       |
| ----------------------- | ------------- | --------------------------------------- |
| Trofeum Harta           | 1993–94       | Siergiej Fiodorow – (Detroit Red Wings) |
| Trofeum Harta           | 1994–95       | Eric Lindros – (Philadelphia Flyers)    |
| Trofeum Harta           | 1998–99       | Jaromír Jágr – (Pittsburgh Penguins)    |
| Lester B. Pearson Award | 1998–99       | Jaromír Jágr – (Pittsburgh Penguins)    |

### Wyróżnienia
| Nagroda                                  | Rok              |
| ---------------------------------------- | ---------------- |
| Najlepszy bramkarz ME do lat 20          | 1982             |
| Czechosłowacki Złoty Kij:                | 1987, 1989, 1990 |
| Czeski Złoty Kij:                        | 1997, 1998       |
| Sportowiec Roku Czech                    | 1994, 1998       |
| Galeria Sławy czeskiego hokeja na lodzie | 2008             |
| Hokeista sezonu czeskiej ekstraligi      | 2010             |
| Hockey Hall of Fame                      | 2014             |
| Galeria Sławy IIHF                       | 2015             |
| Klub Buffalo Sabres zastrzegł numer 39   | 2015             |

### Odznaczenia
- Medal Za zasługi I stopnia – 1998[14]

## Inna działalność

### Poza lodem
Hašek i jego żona, Alena, mają syna, Michała (ur. 1989) i córkę Dominikę (ur. 1994). Poświęca sporo swojego czasu na grę w squasha i hokej na rolkach, gdzie pełni rolę obrońcy. Kiedy Hašek był młodszy, grał w piłkę nożna w środku pola i zdobył tytuł juniorskiego mistrza tenisa Wschodnich Czech. Jego brat, Martin, jest również zawodowym sportowcem. Gra w piłkę w klubie Sparta Praga. Hašek jest też fanem wrestlingu, do którego przekonał się podczas pobytu w Buffalo. Jego ulubionymi zawodnikami są Stone Cold Steve Austin i Don Muraco.
Dominik Hašek ukończył też studia historyczne i filologiczne na Uniwersytecie w Hradcu Králové, dzięki czemu dostał kwalifikacje nauczyciela i nauczał w szkołach średnich. Hašek ma również swoją linię ubrań – Dominator Clothing – którą rozpoczął promować niedługo po sukcesie w Nagano. Oprócz filii w Czechach, przez krótki czas istniały też dwa sklepy w Michigan.
W maju 2001 Hašek utworzył Dominik Hašek Youth Hockey League/Hašek’s Heroes i przeznaczył około 1 milion dolarów na pomoc biednym dzieciom, aby mogły grać w hokeja. W 1998 roku zorganizował też charytatywny mecz hokejowy, którego wszystkie dochody przeznaczył dla szpitali w Czechach.
Przez całą swoją karierę był reprezentowany przez agenta Ritcha Wintera.

### Incydent podczas meczu hokeja na rolkach
Podczas meczu hokeja na rolkach, 18 maja 2003, Hašek został oskarżony o napaść na innego zawodnika. Grając jako obrońca w zespole Bonfire Střída zaatakował kijem trzymanym oburącz Martina Silę. Prokurator Lenka Strnadová orzekła dwa miesiące później, że nie ma wystarczającej ilości dowodów na to, że Hašek z premedytacją chciał zranić drugą osobę i wniosła, żeby sprawa była traktowana jako wykroczenie, a nie przestępstwo. W tym pierwszym przypadku największą karą byłaby grzywna w wysokości 95 dolarów. W drugim przypadku Hašek mógł nawet pójść do więzienia. Prawnik Haška, Pavel Jelínek, oświadczył, że doniesienia mediów o tej sprawie były mocno przesadzone a Šíla nie odniósł żadnych poważnych obrażeń. W październiku 2003 najwyższy prokurator w kraju zniósł wyniki działań Strnadovej, argumentując, że jej decyzja była bezprawna, gdyż sprawa nie została dokładnie zbadana. Po ponownym zbadaniu sprawy przez prokuraturę z Pardubic wyciągnięto jednak te same wnioski co Strnadová.